# Richard Vivien
Richard Vivien (* 25. März 1964 in Torigni-sur-Vire, Frankreich) ist ein ehemaliger französischer Radsportler. Er wurde 1987 Weltmeister der Amateurstraßenfahrer.

## Sportliche Laufbahn
Der aus der Normandie stammende, 1,62 Meter große Vivien betrieb Straßenradsport ausschließlich als Amateur. Seinen Lebensunterhalt verdiente er als Auto-Mechaniker in dem Normandieort Coutances. Bevor er 1987 bei seiner ersten Teilnahme überraschend Weltmeister im Straßeneinzelrennen wurde, hatte er bereits 18 Siege errungen, darunter 1987 zwei Etappen bei der Tour de Normandie sowie beim französischen Etappenrennen Ronde de l’Oise. Bis August 1987 hatte er insgesamt 100 Siege verbuchen können. Den Weltmeistertitel verdankte Vivien seiner ökonomischen Fahrweise und seinem Schlussspurt, mit dem er den lange führenden Hartmut Bölts aus Deutschland besiegte. Viviens Siegerpokal, den er von der UCI erhalten hatte, wurde ihm noch kurz nach der Ehrung in Villach gestohlen. Er erhielt später eine Nachbildung vom Verband. Bis zu seinem Titel hatte er rund 100 Siege, vorwiegend in Frankreich und Belgien, errungen. Während er 1988 das Eintagesrennen Paris–Alençon gewann, waren 1989 nur zweite Plätze seine besten Notierungen: in der Gesamtwertung der Rheinland-Pfalz-Rundfahrt, beim französischen Zeitfahrrennen Grand Prix des Nations und beim Paarzeitfahren Duo Normand in der Normandie. 1990 beteiligte sich Vivien an der Sechs-Etappenfahrt Tour de Normandie, bei der er einen Tagesabschnitt gewann und in der Gesamt-Einzelwertung den dritten Platz belegte. Auf Platz drei kam Vivien auch 1991 bei der dritten Etappe der Internationalen Friedensfahrt, die er im Gesamtklassement auf Rang 47 beendete. Während er sich 1992 bei keinen bedeutenden Radrennen platzieren konnte, gewann er 1993 das französische Etappenrennen Tour de la Manche. Es war sein letztes Wettkampfjahr, ohne dass er noch zu weiteren nennenswerten Erfolgen kam.

## Berufliches
Richard Vivien absolvierte eine Ausbildung zum Fahrradmechaniker.